# Agraphospiza rubescens
El camachuelo de Blanford (Agraphospiza rubescens) es una especie de ave paseriforme de la familia Fringillidae propia de Asia. Su nombre común conmemora a su descubridor, el zoólogo inglés William Thomas Blanford. Ambos sexos tienen plumaje sin veteado, un pico más estrecho y menos cónico que el resto de los camachuelos, y sus alas son más apuntadas y su cola es más corta.

## Distribución
Habita en los bosques del este del Himalaya y sus estrivacione orientales distribuido por Bután, el norte de la India, Nepal y el oeste de China. 

## Taxonomía
El camachuelo de Blanford anteriormente se clasisficaba en el género Carpodacus con los demás camachuelos. Posteriormente se trasladó al género monotípico Agraphospiza como resultado de estudios filogenéticos basados en el análisis de secuencias de ADN mitocondrial.